# De zelfmoord van Saul
De zelfmoord van Saul is een schilderij van Pieter Bruegel de Oudere uit 1562 in het Kunsthistorisches Museum van Wenen. Linksonder draagt het kleine paneel de signatuur BRVEGEL. M.CCCCC.LXII en de bijbelreferentie SAVL. XXXI. CAPIT.

## Voorstelling
In een dramatisch berglandschap zien we de nederlaag van de Israëlieten tegen de Filistijnen bij Gilboa, zoals beschreven in 1 Samuel, 31:1-6:
Ondertussen leverden de Filistijnen slag met de Israëlieten. Het leger van Israël sloeg op de vlucht en velen sneuvelden in het Gilboagebergte. De Filistijnen drongen tot dicht bij Saul en zijn zonen door en doodden zijn drie zonen Jonatan, Abinadab en Malkisua. Toen richtte de strijd zich in alle hevigheid op Saul zelf. De Filistijnse boogschutters hadden hem al onder schot, en Saul werd zo bang dat hij zijn wapendrager beval: ‘Trek je zwaard en steek me dood, want ik wil niet dat die onbesnedenen me doorboren en zich op me gaan uitleven.’ Maar de wapendrager schrok ervoor terug en weigerde. Toen nam Saul zelf zijn zwaard en stortte zich erin. Toen de wapendrager zag dat Saul dood was, stortte ook hij zich in zijn zwaard en volgde hem in de dood. (Nieuwe Bijbelvertaling)
Verschillende elementen van dit verhaal over de ondergang van Saul, de eerste Israëlitische koning, worden door Bruegel samengebracht in een episch schilderij. Links op de voorgrond vallen een geharnaste Saul en zijn schildknaap op hun zwaard. Vijandelijke soldaten beklommen al de rots waar ze zich bevinden. De voorste man wijst de drie lansknechten achter hem op het duo. Ondertussen strijden de legers in een donkere massa, waarin helmen oplichten. Onder witte, blauwe en rode banieren herkennen we de Filistijnen, die als Turken zijn voorgesteld. Ze beuken in op de gele vaandels van de Israëlieten.

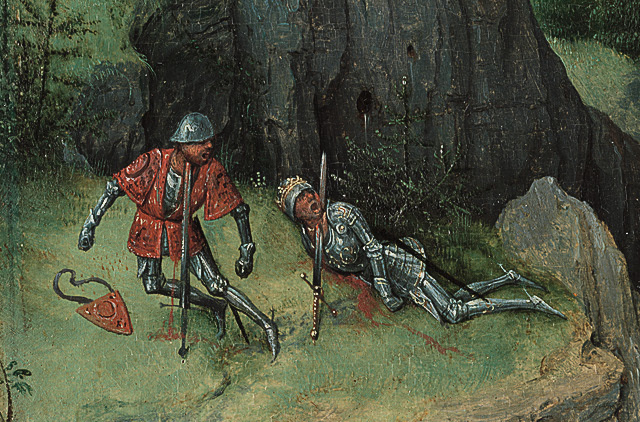
Het bloed van Saul en zijn wapendrager (detail)

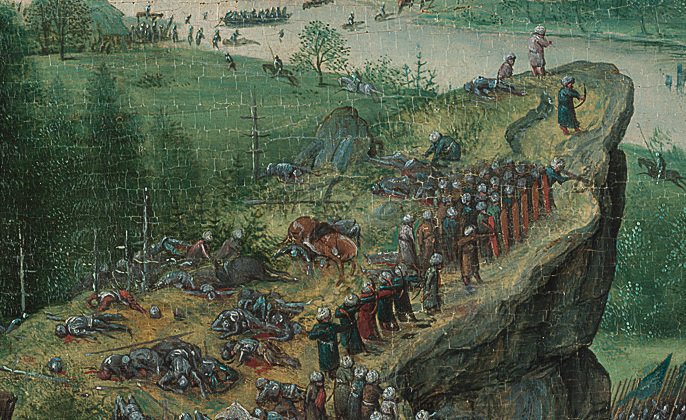
Gesneuvelde Isarëlieten en Filistijnse boogschutters (detail)

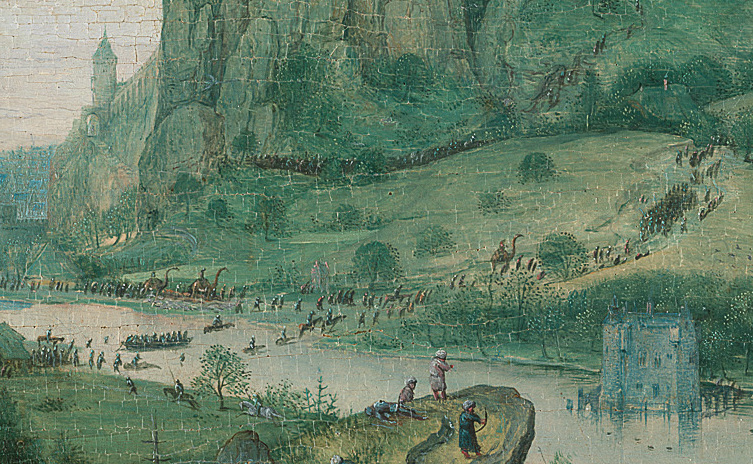
Vlucht over de Jordaan met dromedarissen (detail)

Op de uitstekende rots in het midden liggen gesneuvelde Israëlieten, waaronder we Sauls drie zonen mogen veronderstellen. Vanaf de rand richten getulbande Filistijnen hun hand- en kruisbogen op de vijand. Een nadere blik op het strijdgewoel laat toe Filistijnse eenheden – voetsoldaten en cavalerie – te onderscheiden. In een werveling van lansen doen ze de Israëlieten op de vlucht slaan in de richting van het steile bos rechts, inclusief drie krijgsolifanten. Andere uitwegen zijn afgesneden, zoals de in het ravijn tuimelende ruiters ondervinden. In de achtergrond ligt een stad en een rivier, op de klif erboven een machtig kasteel. Zover het oog reikt zien we wegtrekkende Israëlieten. Ze vluchten over de Jordaan, te voet, te paard en op dromedarissen. Een vuurzee aan de horizon onderstreept de dramatiek.

## Analyse
In dit schilderij voert Bruegel de densiteit, die hij als miniaturist beheerste, tot een hoogtepunt. Ook de grote, gedetailleerde landschappen waarmee hij bekend werd, zijn duidelijk aanwezig. Voorts is zijn weergave van het strijdtumult mogelijk beïnvloed door Brusselse tapijtreeksen als de Slag bij Pavia en de Verovering van Tunis. De ritmiek van de lansen is vaak bewonderd.
Bruegel was de eerste die de zelfmoord van Saul schilderde. Eerdere behandelingen zijn enkel te vinden op glas-in-lood en in miniaturen, of ook als achtergrondepisode op Saul bij de heks van Endor. De expliciete bijbelreferentie maakt duidelijk dat het verhaal niet zomaar een aanleiding was om een dramatisch landschap te schilderen. Er is een boodschap over de bestraffing van hoogmoed. Het werk stemt de kijker ook tot nadenken over de verhouding tussen mens en natuur. Walther Vanbeselaere schreef: Het gebeuren zelf, het samenbotsen der twee legers, is slechts als het geroezemoes van stemmen in de enorme kathedraal die het plechtstatig bergland is.
Voor een hedendaagse toeschouwer lijkt het alsof Bruegel de bijbelse scène naar zijn eigen tijd heeft verplaatst, maar dat is niet helemaal zo. Zijn tijdgenoten zullen ongetwijfeld het harnas van Saul als ouderwets hebben herkend. Ook de wapens leken "antiquarisch" en de afgebeelde lansknechten behoren eerder tot de jaren 1520. Het geheel droeg bij aan de indruk van een gebeurtenis die zich afspeelt in een ver verleden.

## Herkomst
Over de opdrachtgever voor het werk is niets bekend. Mogelijk was het in het bezit van Rubens, maar de geannoteerde vermelding in zijn inventaris uit 1640 is twijfelachtig. Het eerste zekere spoor van de Zelfmoord is in 1781 in de galerij van het Weense Belvedere.

## Restauratie
Het KMH restaureerde het schilderij met het oog op de grote Bruegeltentoonstelling van 2018-2019. Behalve het wegnemen van beschadigd vernis, werden ook enkele overschilderingen verwijderd. Daarbij werd opgemerkt dat het paneel bovenaan en onderaan was ingekort en dat dit in de late 18e eeuw was hersteld door twee stroken weer bij te voegen.

## Voetnoten
1. ↑  Walther Vanbeselaere, Bruegel en het Nederlandse Maniërisme, 1945, p. 55

Landschap met de parabel van de zaaier (1557) · Wie een varken is, moet in het kot (1557) · Twaalf spreekwoorden (1558) · De spreekwoorden (1559) ·  De strijd tussen Vasten en Vastenavond (1559) · De kinderspelen (1560) · De zelfmoord van Saul (1562) · Twee aapjes (1562) · De val der opstandige engelen (1562) · De triomf van de dood (ca. 1562) · Dulle Griet (1563) · De vlucht naar Egypte (1563) · Gezicht op de baai van Napels (ca. 1563) · De bouw van de toren van Babel (1563) · De aanbidding door de wijzen in de sneeuw (1563) · De kruisdraging (1564) · De aanbidding door de wijzen (1564) · De ontslaping van Maria (ca. 1564) · Christus en de overspelige vrouw (1565) · De hooitijd (juni/juli) (1565) · De oogst (augustus/september) (1565) · De terugkeer van de kudde (oktober/november) (1565)  · Jagers in de sneeuw (december/januari) (1565) · De sombere dag (februari/maart) (1565) · Winterlandschap met schaatsers en vogelknip (1565) · De kindermoord te Bethlehem (ca. 1566) · De boerenbruiloftsdans (1566) · De volkstelling te Bethlehem (1566) · De prediking van Johannes de Doper (1566) · De Sint-Maartenswijn (1566-67) · Het Land van Kokanje (Luilekkerland) (1567) · De bekering van Paulus (1567) · Het bruiloftsmaal (ca. 1567) · De dorpskermis (ca. 1567) · De toren van Babel (ca. 1568?) · Drie soldaten (1568) · De nestrover (1568) · De misantroop (1568) · De parabel van de blinden (1568) · Hoofd van een boerin (ca. 1568) · De kreupele bedelaars (1568) · De ekster op de galg (1568)
Landschap met de verschijning van Christus aan het meer van Tiberias (1553) · De aanbidding door de wijzen (ca. 1556) · De val van Icarus (ca. 1565)
De grote vissen eten de kleine · Zeeslag in de Straat van Messina